# Orbitalni let
Orbitalni svemirski let je svemirski let u kojem svemirska letjelica ulazi u putanju u kojoj može ostati u svemiru barem jednu orbitalnu revoluciju. Da bi se ovo postiglo oko Zemlje, letjelica mora biti na putanji visine jedne apside (v. perigej, visina najbližeg pristupa) iznad 100 kilometara, što je po barem jednoj konvenciji, granica vanjskog svemira. Da bi letjelica ostala u orbiti na ovoj visini, mora biti orbitalne brzine od ~7,8 km/s. Potrebna orbitalna brzina niža je na višim orbitama, ali za ih zadržati potreban je veći delta-v.
Izraz orbitalni svemirski let koristimo da bismo ga razlikovali od podorbitalnog leta, leta gdje apogej) letjelice doseže vanjski svemir, ali perigej je prenisko.